# Damiano Tommasi
Damiano Tommasi (* 17. Mai 1974 in Negrar) ist ein ehemaliger italienischer Fußballspieler und -funktionär sowie Politiker. Er galt als vorbildlicher Spieler und engagiert sich auch außerhalb des Spielfeldes für soziale Aspekte. Im Juni 2022 wurde er zum Bürgermeister von Verona gewählt.

## Leben

### Sportliche Laufbahn
Tommasi begann seine Profikarriere bei Hellas Verona, für die er zwischen 1993 und 1996 in der Serie B spielte. 1996 wechselte er in die Serie A zur AS Rom. Hier wurde er schnell Stammspieler und gewann 2000/01 unter Fabio Capello die Italienische Meisterschaft. Insgesamt bestritt er in zehn Jahren 262 Ligaspiele für die Roma. Im Sommer 2004 erlitt er in einem Vorbereitungsspiel gegen Stoke City bei einem Zusammenprall mit dem Gegenspieler eine schwere Knieverletzung, die ihn längerfristig pausieren ließ. Daher unterzeichnete Tommasi 2005 noch einen Einjahresvertrag zu Nachwuchsspielerkonditionen für circa 1500 Euro pro Monat – man sagt, er habe die Vereinbarung selbst so initiiert. Im Oktober 2005 feierte er seine Rückkehr auf den Platz. Im Sommer 2006 wechselte er zu UD Levante in die spanische Primera División.
Tommasi  war von 1994 bis 1996 für die italienisch U21-Nationalmannschaft aktiv und nahm am Fußballturnier der Olympischen Spiele 1996 in Atlanta teil, wo er alle drei Partien bestritt und mit Italien in der Gruppenphase ausschied.
Zwischen 1998, seinem Debüt gegen Spanien, und 2003, seiner letzten Partie gegen Rumänien, spielte Damiano Tommasi 25 Mal für die italienische Nationalmannschaft. Am 5. September 2001 schoss er beim 1:0-Sieg gegen Marokko sein einziges Länderspieltor.
Tommasi gehörte zum von Giovanni Trapattoni nominierten italienischen Aufgebot bei der Weltmeisterschaft 2002 und absolvierte vier Partien bei diesem Turnier. Italien schied im Achtelfinale gegen den Co-Gastgeber Südkorea nach mehreren zweifelhaften Entscheidungen des ecuadorianischen Schiedsrichters Byron Moreno mit 1:2 nach Golden Goal aus.
Nach seiner aktiven Laufbahn wurde Tommasi 2011 Präsident der italienischen Profi-Fußballergewerkschaft Associazione Italiana Calciatori (AIC). 2015 heuerte der Mittelfeldspieler mit 41 Jahren beim san-marinesischen Klub SP La Fiorita an, für den er über vier Jahre hinweg zum Bestreiten der europäischen Qualifikationsspiele für jeweils eine Woche verpflichtet wurde.

### Politische Laufbahn
Im Januar 2022 gab Tommasi seine Kandidatur für die Wahl des Bürgermeisters von Verona bekannt. Der von einem Mitte-Links-Bündnis gestützte parteilose Tommasi gewann am 26. Juni 2022 die Stichwahl gegen seinen Amtsvorgänger Federico Sboarina von der Lega.

## Erfolge
- U-21-Europameister: 1996
- Italienischer Meister: 2000/01
- Italienischer Supercupsieger: 2001